# Oedopeza ocellator
Oedopeza ocellator là một loài bọ cánh cứng trong họ Cerambycidae.